# Sahel
Sahelzonen, der ofte kun kaldes Sahel, er et halvtørt bælte (semiarid-område) i Afrika, som danner en bred stribe fra vest mod øst mellem Sahara-ørkenområdet i nord og de mere frodige tør- til fugtsavanner i syd.
Sahel betyder kyst eller bred på arabisk. Ordet spiller på indtrykket af karavanerne, der gennemrejste det hav af sand, som Sahara forestiller, og træffer på den sparsomme vegetation af Sahel.
Måles Sahel fra Dakar (Senegal) til Det Røde Hav (Eritrea) strækker området sig over 6.000 kilometer, og tages Afrikas Horn i Somalia med, over 7.500 kilometer. Bæltet er 150 kilometer bredt ved Det Røde Hav og 800 kilometer i dets vestlige del. Mange stater i Sahel hører til verdens fattigste.
Landbruget i dette område er begrænset; der dyrkes lidt hirse samt maniok, yams og batater, primært til eget behov.

## Tørkeproblemer
I hundredvis af år har Sahel jævnligt været ude for alvorlige tørkeperioder, der får høsten til at slå fejl med katastrofal hungersnød til følge. En af de mest voldsomme varede omkring 350 år og fandt sted i perioden ca. 1400-1750. Der var en voldsom tørke og omfattende hungersnød i Sahel i 1914 som følge af markant mindre regn end normalt. I perioden 1951-2004 har Sahel oplevet nogle af de mest alvorlige og tilbagevendende tørkeperioder i Afrika. I 1960'erne faldt der imidlertid mere regn end gennemsnitligt, hvilket gjorde den nordlige, mest tørre del af regionen mere beboelig. Det fik blandt andet de involverede landes regeringer til at anspore folk til at flytte til dette område. Da så endnu en tørkeperiode indtraf i perioden 1968-1974, betød græsningen, at vegetationen blev slidt ned, og landskabet blev ødelagt igen. I lighed med tørken i 1914 førte det til en hungersnødkatastrofe, der dog denne gang til en vis grad blev modvirket af større international opmærksomhed og udsendelse af nødhjælp. Denne situation førte til oprettelsen af den Internationale fond for jordbrugsudvikling.
I juni-august 2010 blev Sahel igen ramt af hungersnød. Kornet i Niger kunne ikke modne i den ekstreme varme, 350.000 mennesker var truet af sultedød, og 1.2 millioner risikerede at sulte. I Tchad nåede temperaturen 22. juni op på 47,6 °C i Faya-Largeau, hvilket slog den hidtidige rekord sat i 1961 samme sted. I Niger nåede man op på samme temperatur, som udgjorde rekorden sat i 1998 med 47,1 °C, ligeledes 22. juni, i Bilma. Rekorden blev slået den følgende dag i Bilma, hvor temperaturen nåede 48,2 °C. Områdets højeste temperatur måltes i Sudan 25. juni i Dongola: 49,6 °C, hvilket slog rekorden fra 1987. Fra Niger kom der 14. juli rapporter om udbredt diarré, sult, gastroenteritis, fejlernæring og luftvejssygdomme blandt børn. Den nye militærjunta i landet appellerede om international nødhjælp. Den 26. juli nåede temperaturen igen et niveau tæt på rekorderne i Tchad og Niger, og i det nordlige Niger blev der meldt om cirka 20 mennesker, der var døde som følge af dehydrering.
Blandt de organisationer, der har stået bag nødhjælp, er Europa-Kommissionen, der fx i første halvdel af 2016 donerede over 203 millioner euro til området.
Den store grønne mur, der skal gå fra Senegal i vest tværs over Afrika til Djibouti, er et forsøg at stoppe ørkenspredning fra Sahara. Det er håbet, at dette også vil hjælpe på tørkeproblemerne i området.